# 棒网虫
棒网虫（学名：Dictyocoryne profunda）为海绵盘虫科棒网虫属的动物。分布于太平洋，包括东海等海域。